# The Great Dalmuti
The Great Dalmuti ("Il Grande Dalmuti") è un gioco di carte, inedito in Italia, creato da Richard Garfield e illustrato da Margaret Organ-Kean È stato pubblicato nel 1995 dalla Wizards of the coast. È una variante del gioco di pubblico dominio Asshole, in Italia noto come Presidente. Questo gioco è stato insignito del premio Best New Mind Game 1995 dall'associazione Mensa. Il gioco è uscito di produzione, ma è stato pubblicato nuovamente nel 2005.

## Regole
Nonostante sia basato su un gioco di pubblico dominio, il mazzo di Dalmuti non è un mazzo standard: vi sono un numero di carte per ogni grado (da 1 a 12) uguale al numero del grado, quindi dodici 12, undici 11 e così via; vi sono inoltre due jolly.
Per giocare servono dai 4 agli 8 giocatori (nonostante sia possibile che ve ne partecipino di più). L'obiettivo è finire le carte giocando gruppi di carte dello stesso grado come, ad esempio, tre 4. Più è alto il grado della carta, più il suo valore è basso (il jolly ha grado 13, se giocato da solo). Si possono giocare solo uno stesso numero di carte di grado minore di quello giocato dal giocatore precedente, altrimenti si è obbligati a passare.
Il grado dei giocatore è inoltre importante. Il giocatore in testa dopo una mano è il grande Dalmuti e il giocatore appena alla sua sinistra è il piccolo Dalmuti. Il giocatore alla destra del grande Dalmuti è il grande Peone e il giocatore alla destra di quest'ultimo è il piccolo Peone. Durante la tassazione prima di ogni mano, il grande Dalmuti dà al grande Peone due carte a sua scelta, obbligando quest'ultimo a cedergli le sue due migliori carte (ovvero quelle col numero più basso, sempre considerando il jolly come 13). Anche il piccolo Dalmuti scambia una carta col piccolo Peone nella stessa maniera. Questi ranghi sono utilizzati anche per altri scopi, come raccogliere e ridistribuire le carte alla fine delle mani, alzarsi per prendere da bere e così via. I gradi possono cambiare ad ogni mano.
Se un giocatore riceve entrambi i jolly, può evitare lo svolgimento della tassazione (in questo caso si effettua la rivoluzione).
Se il grande peone ha entrambi i jolly può effettuare una grande rivoluzione nella quale tutti i posti vengono invertiti (quindi il grande Dalmuti diventa il grande Peone, il piccolo Dalmuti diventa il piccolo Peone, e così via).

## Nomi delle carte e gradi
Ogni carta in Dalmuti ha un nome medievale. Ogni grado è rappresentato da un numero di carte uguale al grado stesso, ad eccezione dei due jolly.
| n° carte | Nome ed. tedesca | Nome ed. inglese | Significato italiano | Rango |
| -------- | ---------------- | ---------------- | -------------------- | ----- |
| 1 carta  | Dalmuti          | Dalmuti          | Dalmuti              | 1     |
| 2 carte  | Erzbischof       | Archbishop       | Arcivescovo          | 2     |
| 3 carte  | Hofmarschall     | Earl Marshal     | Conte                | 3     |
| 4 carte  | Baronin          | Baroness         | Baronessa            | 4     |
| 5 carte  | Äbtissin         | Abbess           | Badessa              | 5     |
| 6 carte  | Ritter           | Knight           | Cavaliere            | 6     |
| 7 carte  | Näherin          | Seamstress       | Sarta                | 7     |
| 8 carte  | Steinmetz        | Mason            | Scalpellino          | 8     |
| 9 carte  | Köchin           | Cook             | Cuoca                | 9     |
| 10 carte | Schafhirtin      | Shepherdess      | Pastorella           | 10    |
| 11 carte | Bergmann         | Stonecutter      | Minatore             | 11    |
| 12 carte | Tagelöhner       | Peasant          | Contadino            | 12    |
| 2 carte  | Narr             | Jester           | Giullare             | 13    |